# Тремедаль-де-Тормес
Тремедаль-де-Тормес (ісп. Tremedal de Tormes) — муніципалітет в Іспанії, у складі автономної спільноти Кастилія-і-Леон, у провінції Саламанка. Населення — 37 осіб (2010).
Муніципалітет розташований на відстані близько 220 км на захід від Мадрида, 44 км на захід від Саламанки.
На території муніципалітету розташовані такі населені пункти: (дані про населення за 2010 рік)
- Пеньяльво: 13 осіб
- Трабадільйо: 5 осіб
- Тремедаль-де-Тормес: 19 осіб

## Демографія
Динаміка населення (INE ):

## Зовнішні посилання
- Провінційна рада Саламанки: індекс муніципалітетів [Архівовано 23 квітня 2009 у Wayback Machine.]
- Посилання на Google Maps